# Henk Deel
Henk Deel is een Surinaams politicus. Hij was van 2005 tot 2010 lid van de De Nationale Assemblée voor de BEP. In de jaren 2010 wisselde hij naar de ABOP. In 2021 werd hij benoemd tot districtscommissaris van Tapanahony.

## Biografie
Henk Deel was lid van Broederschap en Eenheid in de Politiek (BEP) die in het district Sipaliwini aan de verkiezingen van 2005 deelnam in de A-Combinatie. Hij werd verkozen tot lid van De Nationale Assemblée en trad toe op 30 juni 2005. In 2007 maakte hij met Guno Castelen (SPA) en Theo Vishnudath (VVV) een politieke reis naar New York.
Na zijn termijn van vijf jaar ging hij in december 2010 verder als een van de twee onderdirecteuren op het Directoraat Administratieve Diensten (ODAD), dat een onderdeel is van het ministerie van Regionale Ontwikkeling (RO). In 2012 kreeg hij andere taken bij het ministerie. In de loop van de jaren 2010 wisselde hij naar de Algemene Bevrijdings- en Ontwikkelingspartij (ABOP). In 2019 was hij daar lid van het hoofdbestuur.
Terwijl het kabinet-Santokhi/Brunswijk na de verkiezingen van 2020 vrijwel het gehele korps aan districtscommissarissen (dc's) had vervangen, was August Bado in Tapanahony als enige op zijn post gebleven. Uit een perscommuniqué dat de regering op 15 maart 2021 uitgaf, werd bekend dat het bestuur over Tapanahony onder de hoede van Henk Deel zou verdergaan. Zijn officiële installatie vond op 18 maart plaats in de vergaderzaal van het Ministerie van RO. Tijdens zijn bestuur kreeg hij in juli 2021 te maken met grote overstromingen, waarbij ook scholen onder water liepen waarvoor aanvankelijk middelen ontbraken om ze weer schoon te maken. In het dorp Apetina ging oogst op de kostgronden verloren waardoor de voedselvoorziening onder druk kwam te staan en de regering voedselpakketten verdeelde. In 2024 kreeg hij kritiek van de lokale bevolking dat hij in Paramaribo woonde en niet in het ressort Tapanahony verbleef. Volgens Deel zelf zou dan hij zijn werkzaamheden niet afkrijgen, omdat het werk op het commissariaat in Paramaribo zou plaatsvinden. Hij zou wel dagelijks in contact staan met zijn ambtenaren op Stoelmanseiland.